# Vok II. z Kravař
Vok II. z Kravař byl moravský šlechtic z rodu pánů z Kravař.

## Život
Jeho otcem byl Vok I. z Kravař. Historické prameny o Vokovi II. jsou skoupé. Není známo jeho datum narození ani úmrtí, snad jen to, že byl nejstarším synem Voka I. a že měl za manželku příslušnici rodu z Rožmberka.
Po svém otci zdědil Kravaře, Plumlov, Strážnici a další zboží a stal se zakladatelem strážnicko-plumlovské linie. Zemřel v mladém věku, zdá se, že nepřežil svého otce.
Vok II. z Kravař měl čtyři potomky. Nejstarším synem byl Jindřich I. z Kravař (1330–1344), který však zemřel bezdětný. Dalším synem byl Beneš z Kravař a Strážnice (1330–1375), který byl nejvyšším komorníkem olomoucké cúdy a pokračovatelem rodu. Třetím synem byl Jan II. (Ješek) z Kravař, který byl rytířem řádu německých rytířů. Jediná dcera Kateřina byla provdána za Štěpána ze Šternberka.